# Heinrich Gräfenstein
Heinrich Gräfenstein (* 1936 in Hattorf am Harz; † 1999) war ein deutscher Designer und Fotograf.

## Leben und Wirken
Heinrich Gräfenstein wuchs in Hannover und Lemgo auf. Er studierte von 1954 bis 1958 Design, Fotografie und Film in Bielefeld und war 1955/56 Hospitant für Theaterfotografie und Regie an der Brecht-Bühne (Theater am Schiffbauerdamm) in Berlin. Von 1957 bis 1959 drehte er Experimentalfilme. Er ließ sich in Bielefeld nieder, wo er seit 1960 als selbstständiger Werbefotograf tätig war. Von 1977 bis 1979 und von 1985 bis 1986 nahm er Lehraufträge für Fotografie, Film- und Videogestaltung an der FH Bielefeld wahr. Er wirkte an der Gestaltung zahlreicher Bildbände mit und veröffentlichte auch eigene Fotobände über Lemgo, Bielefeld und Rheda-Wiedenbrück.
Als Cineast setzte sich Heinrich Gräfenstein für das Andenken des Filmregisseurs Friedrich Wilhelm Murnau in dessen Heimatstadt Bielefeld ein. Er schlug die Benennung einer Straße nach Murnau vor und regte an, eine Gedenktafel an das Gebäude in der Bahnhofstraße 6 anzubringen, wo früher das Geburtshaus stand. Auf Gräfensteins Initiative hin wird seit 1988 der Bielefelder Murnau-Filmpreis vergeben. 1988 gestaltete er die bis dahin umfassendste Ausstellung über das Leben und Werk Murnaus, zu der auch ein Katalog erschien.

## Veröffentlichungen unter Beteiligung von Heinrich Gräfenstein
- 1961: Lemgo : Die alte Hansestadt. Eine Bildchronik. Gestaltung: Heinrich Gräfenstein. Weege, Lemgo (2. Auflage 1970)

- 1964: Minden, die Stadt an der Weser. Gestaltung: Heinrich Gräfenstein. Bruns, Minden.

- 1980: Lemgo. Gegenwart einer historischen Stadt. Fotografien von Heinrich Gräfenstein. Textbeiträge: Joachim Huppelsberg. Bielefeld.

- 1988: Friedrich Wilhelm Murnau: 1888–1988. Ausstellungskatalog zur gleichnamigen Ausstellung in Bielefeld vom  26. Oktober 1988 – 25. November 1988 und in Düsseldorf vom 1. Dezember 1988  bis zum 15. Januar 1989. Mit Beiträgen von Uta Berg-Ganschow. Gestaltung: Heinrich Gräfenstein. Bielefelder Verlags-Anstalt, Bielefeld

- 1990: Lemgo. Fotos: Heinrich Gräfenstein. Text: Michael Wessing. Bielefeld

- 1991: Stilversuchungen. Historismus im 19. Jahrhundert.  Katalog zur gleichnamigen Ausstellung vom 8. September bis zum 17. Dezember 1991. Farbfotos: Heinrich Gräfenstein. Bielefeld

- 1994: Der Altar der Altstädter Nicolaikirche in Bielefeld. Text: Monika Bachtler. Fotografien von Heinrich Gräfenstein. Hörnemann, Bielefeld

- 1995: Bielefeld : Stadt im Großformat. Fotos: Heinrich Gräfenstein. Vorwort: Reinhard Vogelsang. Bildtexte: Karl-Heinz Kruse und Heinrich Gräfenstein. Gieselmann, Bielefeld
- 1996: Eine Hand aus dem Stereo-Off. Zu Murnaus Fotografien. Von Heinrich Gräfenstein. In: FilmGeschichte, Nr. 7/8, Juni 1996.
- 1996: Rheda-Wiedenbrück – Die Doppelstadt. Gieselmann, Bielefeld
- 2000: Damit es hell und warm ist... Geschichte der Stadtwerke Bielefeld von Peter Stuckhard. Fotos: Heinrich Gräfenstein. Gieselmann, Bielefeld